# История Бранденбурга

Бранденбургский орёл — символ и герб Бранденбурга с 1170 года

История Бранденбурга насчитывает более тысячи лет, наполненных для современной земли Бранденбург самыми разнообразными событиями.
На смену раннегерманским поселениям на территории современного Бранденбурга в VI—VII веках пришли славянские племена, которые расселились на обширных безлюдных землях. За этой славянской волной заселения Бранденбурга последовали две немецких: первая колонизация 928 года, имевшая непродолжительный успех, и вторая «восточная колонизация» в 1157 году, ставшем годом появления маркграфства Бранденбург после завоевания Альбрехтом Медведем одноимённой крепости. В 1356 году маркграфство получило статус курфюршества, затем в результате личной унии и последовавшей реальной унии с герцогством Пруссия Бранденбург оказался в центре территории прусского государства. В 1815 году Бранденбург был преобразован в провинцию, а после того, как в 1947 году Пруссия прекратила своё существование, была учреждена земля Бранденбург. В результате административной реформы 1952 года в ГДР земля Бранденбург была расформирована с образованием трёх округов: Котбус, Потсдам и Франкфурт.
После воссоединения Германии в 1990 году Бранденбург был восстановлен в качестве федеральной земли в составе Федеративной Республики Германия.

## Доисторический этап

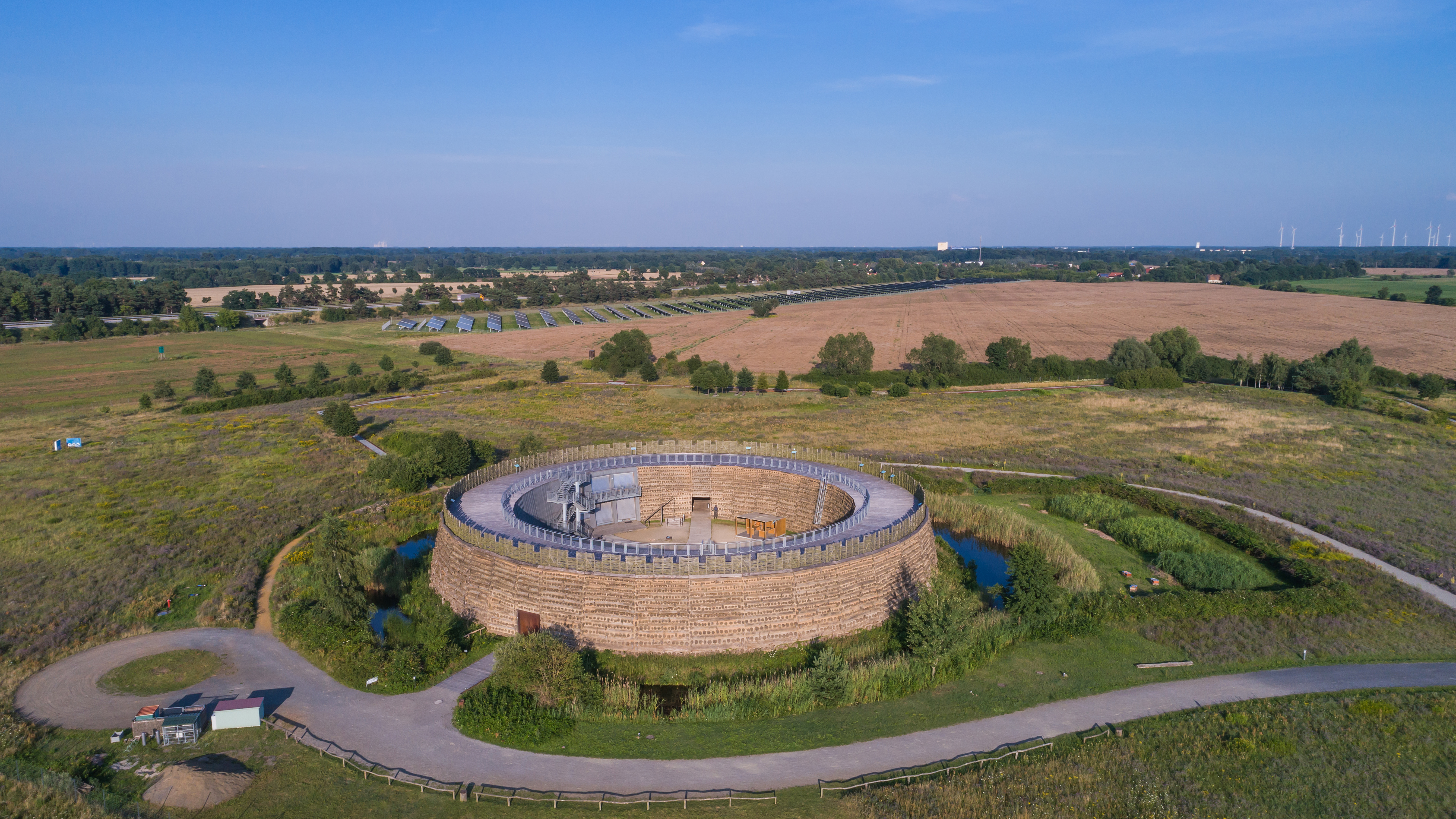
Реконструкция славянской крепости Раддуш IX—X веков в Нижней Лужице

Археологические находки свидетельствуют о том, что человек обитал на территории Бранденбурга ещё в каменном веке. В ходе Великого переселения народов начиная с V века свевы, приэльбские семноны, в полном составе за исключением нескольких малых групп покинули свою родину на Хафеле и Шпрее и направились на Северный Рейн, в Швабию. В конце VI и VII веках на предположительно опустевших территориях расселились славяне. Таким образом, на территории Бранденбурга проживало смешанное население с преобладанием славянских племён. Наиболее крупными из славянских племён были гавеляне и спревяне. Спревяне расселились восточнее рек Хафель-Нуте, в современном Барниме и Восточном Тельтове. Гавеляне расположились в современном Хафельланде и южнее прилегающей возвышенности Цаухе.
Оба племени время от времени враждовали между собой и с другими соседствующими славянскими племенами за наиболее благоприятные для жизни территории. Спревяне и гавеляне занимались охотой, рыболовством и полеводством. Численность населения оставалась невысокой. Славянские и германские племена в это время проживали мирно друг с другом. Их земли считались культурно отсталыми и в большей степени проходными. Так, по территории пролегала лишь одна крупная дорога, соединявшая Берлин с Магдебургом. Спокойные для этих земель времена закончились в 928 году.

## История Бранденбурга

### Первая «восточная колонизация» и образование пограничной марки (928—1157 годы)

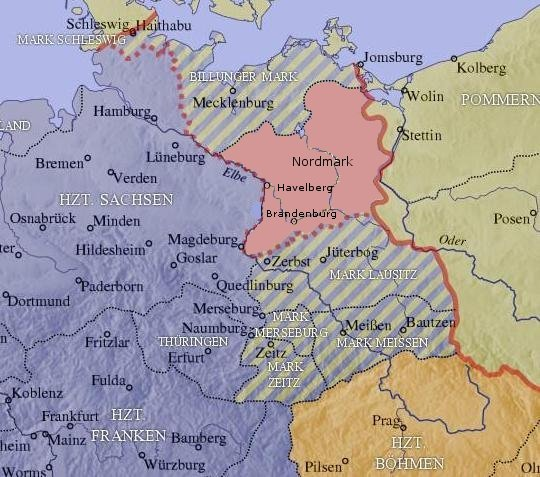
Северная марка (розовым цветом) в 965—983 годах

В ходе так называемого первого этапа германской экспансии на восток войско короля Германии Генриха I выдвинулось в 928 году на территорию современного Бранденбурга с целью покорения проживавших там гавелян. Генрих захватил Бранденбург-на-Хафеле зимой 928-929 годов, когда Хафель был скован льдами. После нескольких сражений славяне на территории вплоть до Одера были обложены данью.
При императоре Отто I в 936 году на территории между Эльбой и Одером были созданы пограничные марки, два маркграфства. Северное — марка Биллунгов, занимало территории от нижнего течения Эльбы до Пеене и управлялось Германом Биллунгом. В южном маркграфстве, Восточной саксонской марке, простиравшейся от среднего течения Эльбы до Зале, правил Геро I. Ему удалось продвинуть границы своей марки до Одера. Были основаны епископства Бранденбург и Хафельберг в подчинении Магдебургского архиепископства, в чьи задачи входила христианизация славянских народностей, проживавших между Эльбой и Одером. После смерти маркграфа Геро I в 965 году Северная марка отделилась от Саксонской марки.
Лютичское восстание 983 года, объединившее многие славянские племена, освободило славян ещё на 150 лет от германского господства. Восстание началось с нападения на резиденцию епископа Хафельберга 29 июня 983 года, при котором епископ Дудо был убит. Затем была разрушена крепость и резиденция епископа Бранденбурга и Альтмарка. Магдебургскому архиепископу Гизельгеру удалось только удержать восставших славян от перехода на территории западнее Эльбы.
Так разбилась первая волна германской экспансии в Бранденбург, и славяне владели территорией вплоть до распада Лютичского союза в середине XI века. Славянские племена оставались раздробленными, в отсутствие общих целей они продолжали воевать друг с другом. В последующие полтора века на будущую марку Бранденбург с военными походами выступали немцы и поляки, иногда совместно, иногда конкурируя друг с другом. Славянская государственность возникала в таких условиях лишь временно, как, например, когда бодричи объединились на территориях от побережья Балтийского моря до Хафельланда.
В 1127 году в крепости Бранденбург воцарился гавелянский князь Прибислав. Он понимал, что постоянные войны угрожают существованию его народа, поддерживал дружественные отношения с немецкой знатью и добился своего признания при дворе императора Священной Римской империи. Страна гавелян, простиравшаяся от Бранденбурга-на-Хафеле до Шпандау, вошла в состав империи. Новая восточная граница пролегла между гавелянами и спревянами вдоль рек Хафель—Нуте. На восточном берегу в Кёпенике правил спревянский князь Якса из Копаницы.

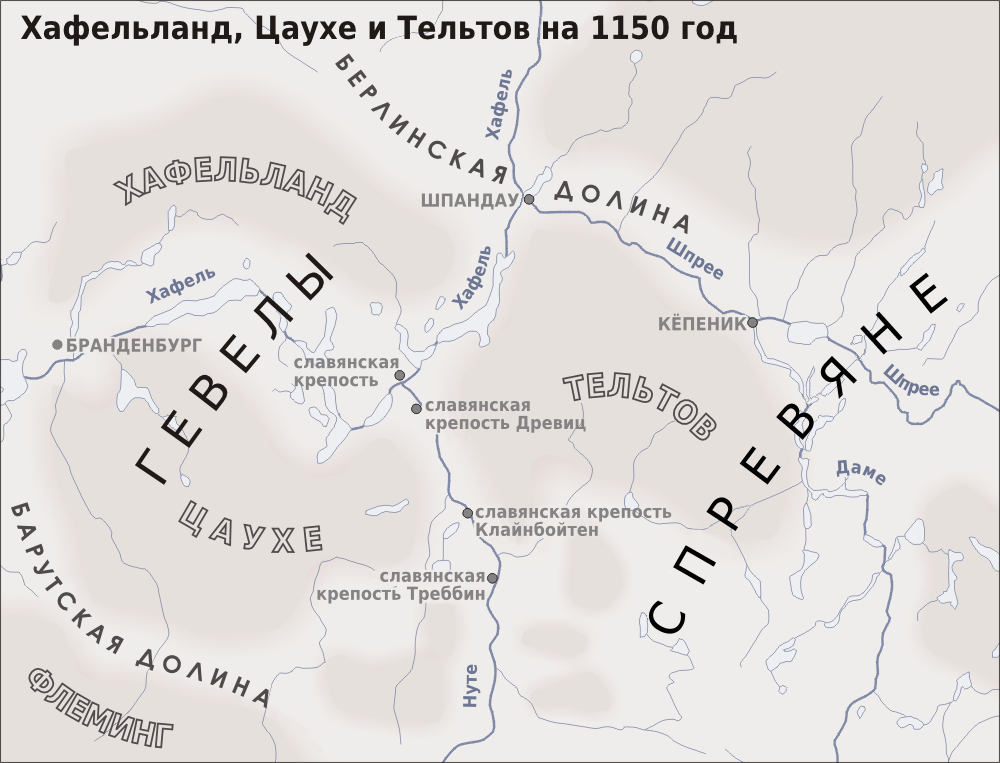
Территории расселения крупных славянских племён в Северной марке на 1150 год

Второй этап «восточной колонизации» со всей решимостью возглавил Альбрехт Медведь, прославившийся своей искусной дипломатией. С 1123 года Альбрехт поддерживал равноправные отношения с перешедшим в христианство гавелянским князем Прибиславом-Генрихом. В 1134 году император Священной Римской империи Лотарь назначил Альбрехта Медведя маркграфом Северной марки. Альбрехт являлся наследником бездетного гавелянского князя Прибислава и после смерти Прибислава в 1150 году без боя занял резиденцию гавелян, крепость Бранденбург.
Спревянский правитель Якса из Копаницы, возможно приходившийся родственником Прибиславу-Генриху, также заявил о своих претензиях на земли гавелян. В конечном итоге, в 1157 году ему удалось захватить крепость Бранденбург и власть на гавелянской территории.

### Бранденбургская марка (1157—1815)

#### Основание и правление Асканиев (1157—1320)

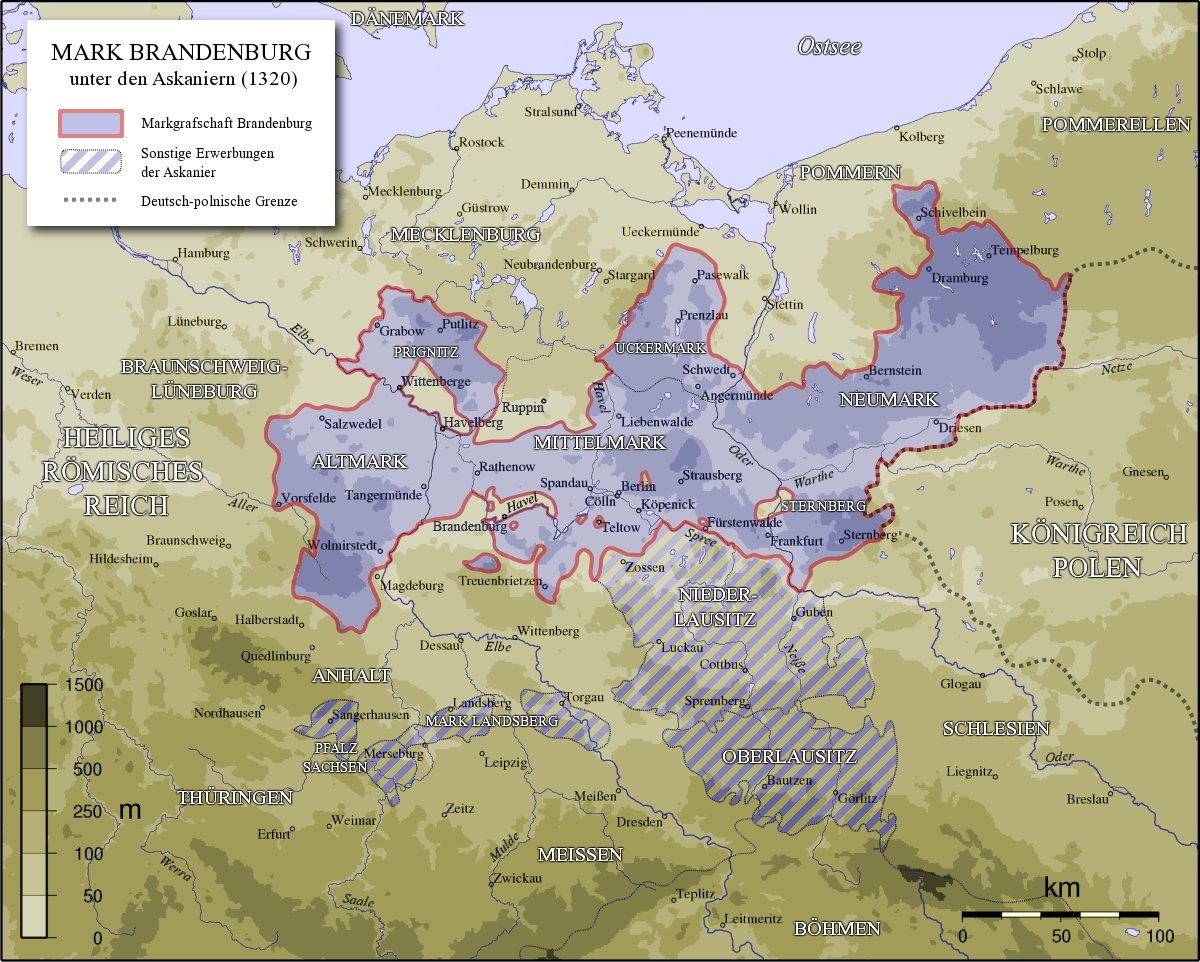
Бранденбургская марка при Асканиях на 1320 год

11 июня 1157 года после кровопролитных боёв Альбрехту Медведю удалось окончательно закрепиться в крепости Бранденбург, изгнав оттуда князя Яксу. 3 октября 1157 года он официально принял титул маркграфа Бранденбургского (Adelbertus Dei gratia marchio in Brandenborch). У Альтмарка, Пригница и Хафельланда появился административный центр, а Северная марка стала Бранденбургской маркой.
Территория этой первой марки не соответствует территории современной земли в составе Германии. В неё входили только Хафельланд и Цаухе. Увеличить территорию марки до Одера Асканиям удалось в последующие 150 лет.

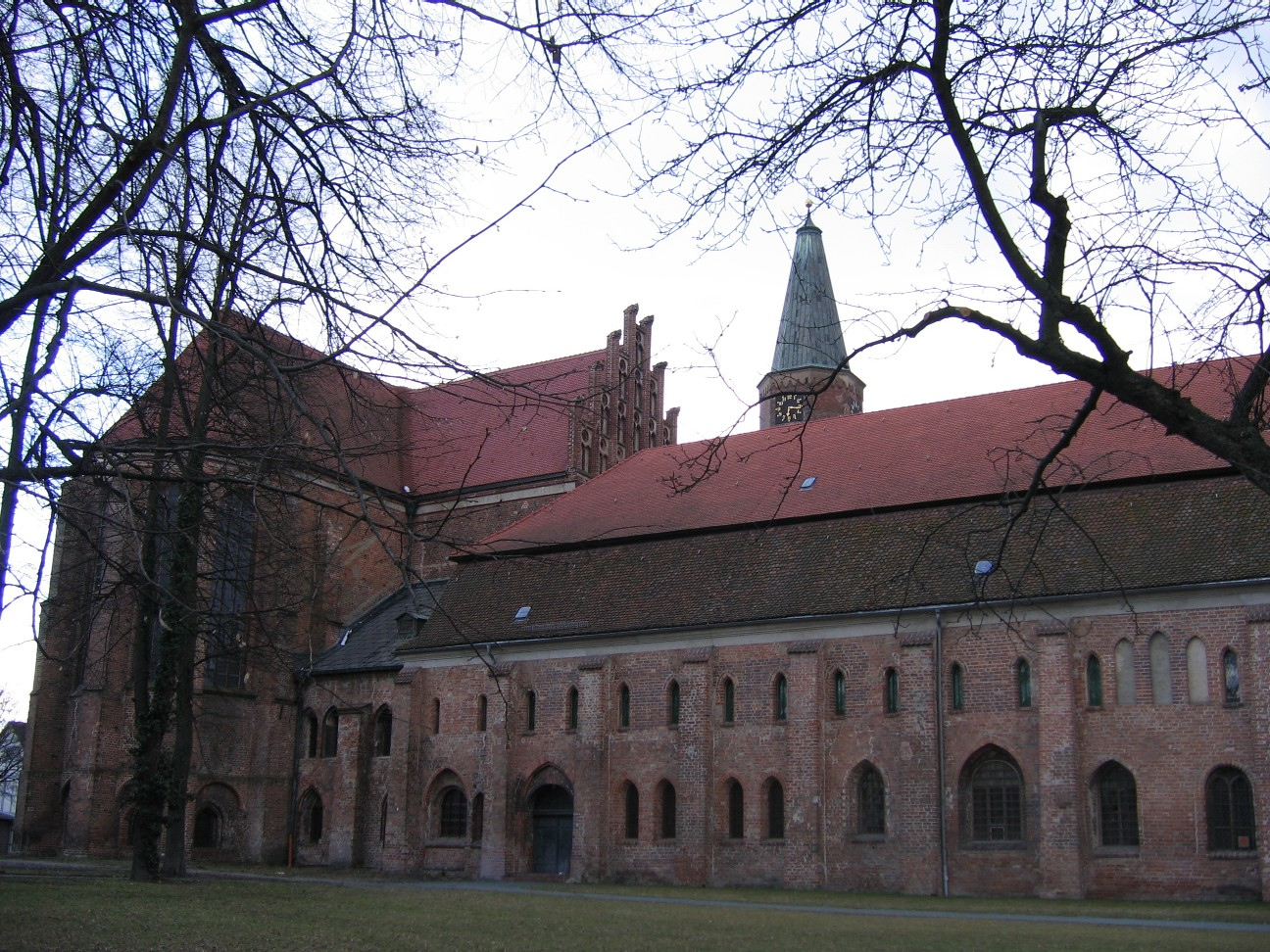
Колыбель Бранденбургской марки — собор Святых Петра и Павла в Бранденбурге, заложенный 11 октября 1165 года

В последующие годы Альбрехт и его преемники способствовали переезду в марку населения, владевшего ремёслами и работающего в сельском хозяйстве на более продвинутом уровне, в частности, из Альтмарка, восточного Гарцфорланда, Фландрии (отсюда Флеминг) и Рейна. Переселенцы привнесли новые для того времени технологии, например, трёхполье, железный плуг и каменное строительство. Важную роль в освоении земель Бранденбурга сыграли голландцы, чей опыт строительства дамб был использован на Эльбе и Хафеле в 1160-е годы. Голландцам предоставлялись налоговые льготы, они освобождались от барщины и наделялись правами общинного самоуправления.
Охрана крепостей и новых поселений в Бранденбургской марке поручалась дворянам, которых приглашали в марку вместе с собственными вооружёнными войсками. При Асканиях началось плановое строительство деревень и городов. Ангермюнде, Эберсвальде, Франкфурт-на-Одере, Перлеберг, Пренцлау, Шпандау и Берлин обрели при Асканиях статус городов. Повысилась эффективность сельского хозяйства, были достигнуты успехи в культурном развитии региона в целом. Однако, к 1170 году марка всё ещё отставала от более развитых районов на западном берегу Эльбы. В отношениях между проживавшими на территории немцами и славянами не было равенства. Славяне, прозванные здесь вендами, с самого начала не считались полноценными жителями, но их терпели, а со временем славяне ассимилировались.

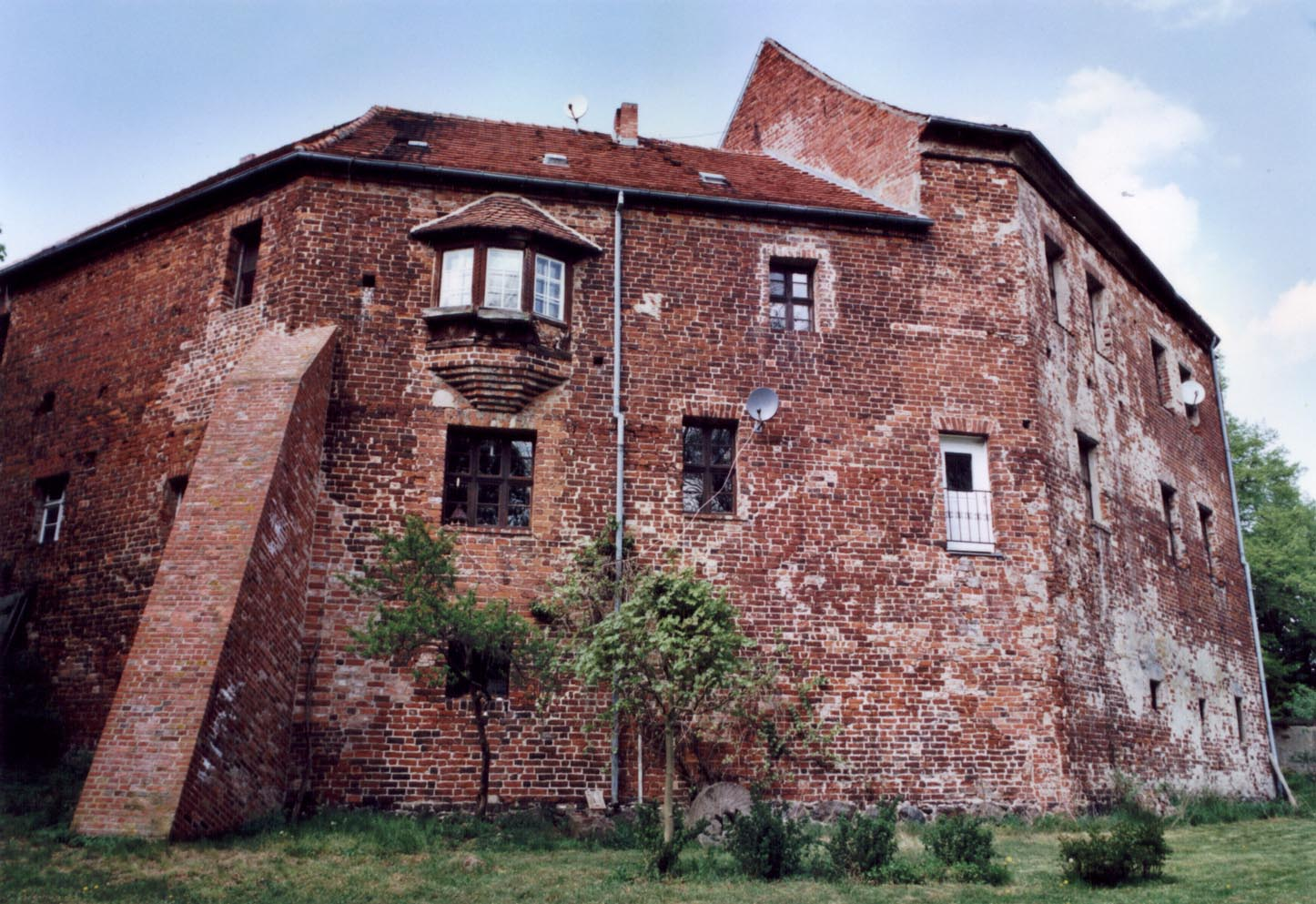
Южная сторона крепости Гольдбек, окружённой при строительстве в 1300—1325 годах рвом с водой. В последующие годы служила пристанищем для разбойников

Центрами духовной жизни марки этого периода были епископства Бранденбург, Хафельберг, Лебус и монастыри Ленин, Корин и Цинна.
После смерти Альбрехта в 1170 году титул маркграфа Бранденбурга перешёл его сыну Оттону I. Аскании следовали своей политике экспансии на восток и северо-восток с целью выхода к Балтийскому морю в устье Одера, одному из наиболее крупных в то время торговых рынков международного значения. Такая политика привела к конфликту с соседями, в частности, с Данией. После победы в битве при Борнхёведе в 1227 году Бранденбург заявил о своих претензиях на Померанию. В 1231 году император Фридрих II передал её в качества лена тогда ещё несовершеннолетнему бранденбургскому маркграфу. В 1250 году к Бранденбургской марке присоединилась Укерская марка.
К началу XIV века границы Бранденбургской марки проходили по Ноймарку восточнее Одера и Варты, у Штеттина на севере и глубоко внедрялись в Лужицу на юге. В 1320 году род Асканиев в Бранденбурге пресёкся со смертью Генриха II.

#### Под властью Виттельсбахов и Люксембургов (1319—1415)

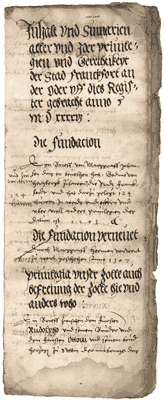
Грамота, которой в 1253 году Иоганн I предоставил Франкфурту-на-Одере статус города

Смерть последнего из бранденбургских Асканиев повергла Бранденбургскую марку в серьёзный кризис. Бранденбург оказался предметом споров между несколькими правящими династиями. Завоёванные в течение долгих лет области Бранденбурга вновь присвоили себе соседи. Мекленбург и Померания отобрали в Северогерманской маркграфской (Зундской) и Померанско-бранденбургской войнах Пригниц, а Померания — ещё и часть Уккермарка. Поляки вторглись в Ноймарк.
Конец смутным временам в Бранденбурге положил император Священной Римской империи Людовик IV из рода Виттельсбахов, передав после победы над Габсбургами бесхозную Бранденбургскую марку в качестве имперского лена своему восьмилетнему сыну, будущему герцогу Баварии Людвигу. Так власть в Бранденбурге перешла к Виттельсбахам.
Это решение пошло на пользу лишь Виттельсбахам, увеличившим свои владения. Прочных связей между Баварией и Бранденбургом не возникло. Правители не стремились развивать новые владения, находившиеся далеко от их основной резиденции, и рассматривали Бранденбург как приграничную территорию и источник получения доходов. Не получая защиты от правителя, марка погрузилась в хаос и анархию. Дворяне-помещики, настоятели монастырей и городские советы выступали в роли самостоятельных властителей. В 1325 году жители Берлина и Кёльна совершили убийство своего пастора Николауса фон Бернау, за что папа наложил на Берлин интердикт. Бранденбургская знать отказалась подчиниться представителю Виттельсбахов курфюрсту Людвигу I, и в сентябре 1345 года города и рыцарство с Берлином во главе объединились против маркграфа из Баварии.
Успешному сопротивлению Виттельсбахам благоприятствовало их шаткое положение в империи. В 1346 году империя назначила второго императора в противовес правившему Виттельсбаху Людвигу IV Баварскому, что ещё больше усугубило положение Виттельсбахов как в империи, так и в Бранденбургской марке. После смерти императора-Виттельсбаха Людвига IV и передачи императорского титула представителю Люксембургов Карлу IV в Бранденбурге объявился самозванец, выдававший себя за предпоследнего асканийского маркграфа Вальдемара. Лжевальдемар, заявивший, что его похороны были инсценированы, пользовался у населения столь широкой поддержкой, что 2 октября 1348 года даже получил от императора Карла IV Бранденбургскую марку в ленное владение. Как следствие, большинство городов вышло из-под контроля настоящего маркграфа Людвига I. Афера Лжевальдемара раскрылась в 1350 году. Все эти перипетии окончательно отбили у баварского маркграфа желание править в Бранденбурге, и он передал марку по Луккаускому договору 1351 года своим младшим сводным братьям Людвигу II и Оттону V, а сам вернулся в Верхнюю Баварию, чтобы наследовать своему отцу.
С XIII века маркграфы Бранденбурга входили в состав семи курфюрстов империи, избиравших императора Священной Римской империи. Курфюршеский титул правителей Бранденбурга был узаконен в 1356 году имперским законом, знаменитой Золотой буллой. Маркграф Людвиг II на этом основании стал первым бранденбургским курфюрстом. Называвшийся отныне курмаркой Бранденбург состоял из Альтмарка, Миттельмарка и Ноймарка. Положение Бранденбурга в империи упрочилось, но это никак не решало существовавших внутренних проблем.
После смерти Людвига II в 1365 году власть перешла к Оттону V, не радевшему за свои владения. В 1367 году Оттон V продал Нижнюю Лужицу, уже заложенную ранее Веттинам, императору Карлу IV. Спустя год он потерял город Дойч-Кроне, который отошёл польскому королю Казимиру Великому.
В этой ситуации на Бранденбургскую марку обратил внимание император Карл IV, неоднократно пытавшийся приобрести марку для своего рода, Люксембургов. Дня него был важен голос курфюрста Бранденбурга, обеспечивавший победу Люксембургов на выборах императора Священной Римской империи. В 1373 году планы Карла IV были реализованы: Оттон V получил за марку 500 тысяч гульденов. Ландтаг в Губене скрепил «вечный союз» курфюршества Бранденбург и Нижней Лужицы с королевством Богемия, которое занимало значительную часть владений Люксембургов. Власть в Бранденбургской марке перешла от Виттельсбахов к Люксембургам. Крепость Тангермюнде по приказу императора Карла была переоборудована в курфюршескую резиденцию, и Тангермюнде служил императору время от времени второй резиденцией.
Преемник Карла в Бранденбурге Йост Моравский проявлял к управлению своими владениями ещё меньший интерес, чем Виттельсбахи. Власть Люксембургов на деле перешла к местной сословной знати. Население, в особенности сельское, страдало от перемещавшихся по территории войск и притеснявших его банд разбойников. В этой ситуации, близкой к гражданской войне, Бранденбург оказался на грани катастрофы. В 1410 году представители бранденбургских городов отправились в Будапешт, чтобы просить императора Сигизмунда принять решительные меры для наведения порядка в Бранденбурге. Вскоре император отправил в Бранденбург своего бургграфа Фридриха VI Нюрнбергского.

#### Курфюршество под властью Гогенцоллернов (1415—1618)
Фридрих VI Нюрнбергский из рода Гогенцоллернов был назначен императором Сигизмундом наследным властителем и правителем Бранденбургской марки. Железной рукой Фридрих расправлялся с непокорным бранденбургским дворянством (в частности, с родами Квитцов и Путлиц) и сумел навести порядок в своих владениях. Спустя четыре года 30 апреля 1415 года на Констанцском соборе император Сигизмунд присвоил Фридриху VI титул наследного маркграфа и курфюрста под именем Фридриха I Бранденбургского. Бранденбургские города принесли присягу на верность Фридриху 21 октября того же года в Берлине.
Гогенцоллерны получили тяжёлое наследство. Торговля и транспорт были парализованы, население бедствовало. Фридрих назначил своей резиденцией Берлин, но впоследствии удалился в свои франконские владения, передав в 1437 году власть в Бранденбурге своему сыну Фридриху II.

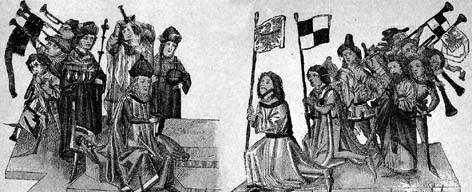
Император Сигизмунд передаёт Бранденбургскую марку в ленное владение Фридриху. 30 апреля 1415

При Гогенцоллернах положение в Бранденбургской марке стало стабилизироваться. Курфюрсты сформировали систему управления своими владениями. Утраченные территории были почти полностью возвращены. Благодаря принципу первородства, введённому в 1473 году Альбрехтом Ахиллом, было предотвращён раздел Бранденбургской марки. Обеспечение территориальной целостности стало предпосылкой будущего расцвета Бранденбурга-Пруссии.
В 1486 году при курфюрсте Иоганне Цицероне объединившиеся города Берлин и Кёльн стали официальной резиденцией маркграфов Гогенцоллернов, что усиливало связь династии с курмаркой и в дальнейшем способствовало превращению Берлина в столицу. В 1506 году курфюрст Иоахим I основал во Франкфурте-на-Одере университет Виадрину, чтобы молодёжь получала образование для службы в церкви, юстиции и управлении. Этому курфюрсту удалось добиться укрепления центральной власти и отмены особых сословных привилегий и самоуправления городов. Он прописал права и обязанности городов и обязал городские управы вести точный учёт расходов и доходов.
При его преемнике курфюрсте Иоахиме II Бранденбургская марка присоединилась к движению Реформации. Последовавшая за этим передача церковных владений светской власти сделала курфюрста одним из самых крупных землевладельцев в марке, что обеспечило ему преимущество в спорах с сословной знатью и упрочило его независимость. Тем не менее, этот процесс протекал медленно и затянулся до начала XVII века. До этого времени центральную власть курфюрста ограничивали власть городов и сильное влияние поместного дворянства. За пределами курфюршеского двора подвластных курфюрсту органов управления не существовало. Поэтому к 1550 году Бранденбург распался на отдельные области, подчинявшиеся городам или помещикам, и доменные владения курфюрста, управляемые его наместниками.
Во внешней политике Гогенцоллерны находились в конфронтации с северными соседями Данией и Швецией. Действия против Польши ограничивались статусом Пруссии. На западе интересы бранденбуржцев пересекались с интересами Франции. Несмотря на такое окружение курфюрсту Иоганну Сигизмунду удалось в 1614 году получить по Ксантенскому договору герцогство Клеве, Минден и графства Марк и Равенсберг.

#### В личной унии с герцогством Пруссия (1618—1701)

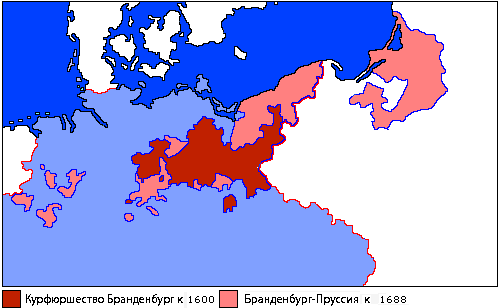
Курмарка Бранденбург на 1600 год (красным цветом), территориальные приобретения до 1688 года (розовым цветом)

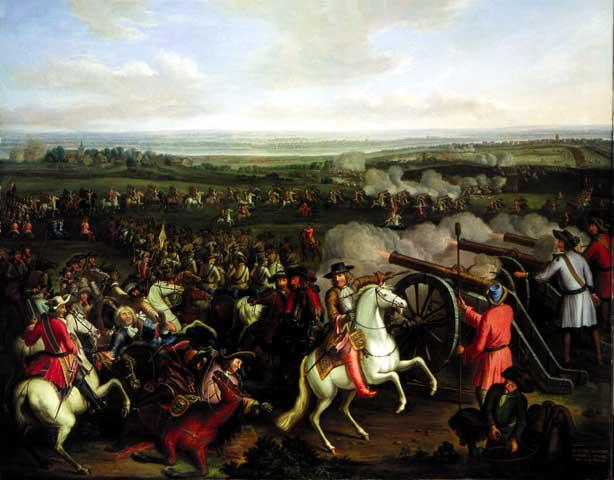
«Великий курфюрст» в битве при Фербеллине 1675. Победа над Швецией обеспечила Бранденбургу признание в Европе. Картина Дисмара Дегена, 1740

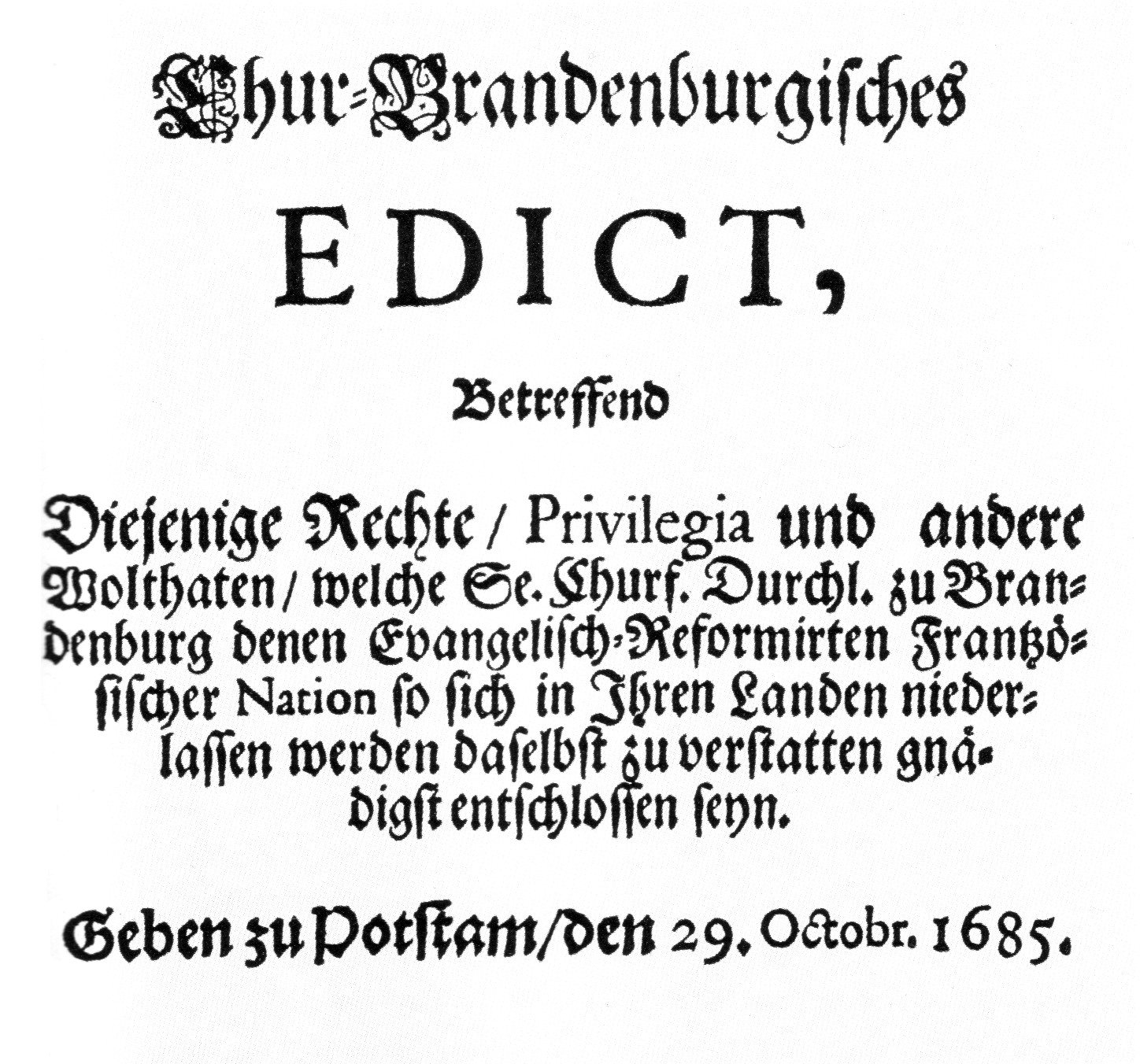
Потсдамский эдикт 1685 года, символ веротерпимости и свободы вероисповедания в Бранденбурге

С 1605 года бранденбургские курфюрсты на правах регентов правили герцогством Пруссия. После смерти последнего из прусских герцогов бездетного Альбрехта Фридриха в 1618 году курфюрст бранденбургский Иоганн Сигизмунд официально унаследовал герцогство Пруссию, и с этого времени правление Бранденбургской маркой и герцогством Пруссия осуществлялось в личной унии бранденбургскими курфюрстами. Два государства удалось объединить лишь во второй половине XVII века.
На 1618 год Бранденбург не отличался богатством. В 1619 году государственный долг составлял 2142 тысяч имперских талеров. Марка жила сельским хозяйством, все качественные товары завозились из-за рубежа.
В ходе Тридцатилетней войны в 1618—1648 годах Бранденбургская марка испытала тяжёлые лишения. В некоторых регионах убыль населения составляла до 90 процентов. К концу войны от 8 тысяч бранденбургских деревень осталась лишь половина. Столь же плачевная ситуация наблюдалась и в экономике. Овцеводство и производство шерсти, за счёт которой существовал Бранденбург, сильно сократилось. Последовавшее восстановление марки затянулось до начала XVIII века. В 1648 году по Вестфальскому миру к Бранденбургской марке отошла Задняя Померания.
Во второй половине XVII века в условиях сильной властной позиции поместного дворянства формированием системы управления в Бранденбурге занялся «великий курфюрст» Фридрих Вильгельм, укреплявший центральную власть за счёт сословий и городов. По Велаускому трактату 1657 года Бранденбургская марка получила власть в герцогстве Пруссия, что было подтверждено Оливским договором 1660 года.
Рост экономики в Бранденбургской марке, наступивший после Тридцатилетней войны, был прерван Шведско-бранденбургской войной 1675 года, вновь превратившей марку в театр военных действий. Шведские войска вторглись в Хафельланд, Уккермарк и Ноймарк, грабили бранденбургские сёла и города, как в Тридцатилетнюю войну. Бранденбуржцев обязали выплачивать крупные контрибуции. Но бранденбургско-прусской армии курфюрста удалось разбить шведов при Фербеллине и изгнать оккупантов со своей территории. Планомерное восстановление экономики началось лишь после окончания шведско-бранденбургской войны в 1679 году. Несмотря на скромные военные трофеи Бранденбург обрёл международное признание. Рост самосознания в Бранденбурге нашёл своё отражение в военно-морской операции против Испании, преследовавшей целью добиться выплаты субсидий, которые Бранденбургу задолжала Испания после недавно закончившейся войны.
После заключения мира в 1679 году курфюрст Фридрих Вильгельм занялся колониальной политикой и заморской торговлей по примеру голландцев. В 1684 году был официально учреждён Бранденбургский курфюршеский морской флот, в 1683 году образована Бранденбургско-Африканская компания, которая в том же году приобрела колонии в Западной Африке и в Карибском море (Гросс-Фридрихсбург, Сент-Томас и Аргуин).
29 октября 1685 года был издан Потсдамский эдикт, открывший страну для гугенотов. На новой родине обосновалось более 20 000 беженцев из Франции, большую часть из которых составляли купцы и ремесленники, давшие важный импульс в развитии экономики Бранденбурга.
«Великий курфюрст» уделял огромное внимание своим новым территориальным приобретениям — Пруссии, Клеве, Миндену, Марку и Равенсбергу. В 1688 году после смерти «великого курфюрста» выяснилось, что из полутора миллионов жителей Бранденбург-Пруссии на исконных бранденбургских территориях проживает лишь 540 тысяч человек, то есть около трети населения. Эту политику поддержки новых территорий продолжили после смерти курфюрста его преемники.

#### Главная провинция прусского королевства (1701—1815)

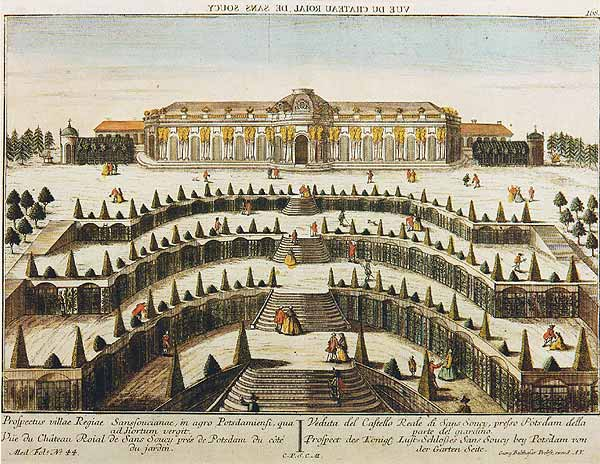
Дворец Сан-Суси вскоре после завершения его строительства в 1747 году. Летняя резиденция Фридриха Великого — один из самых известных дворцов Бранденбургской марки

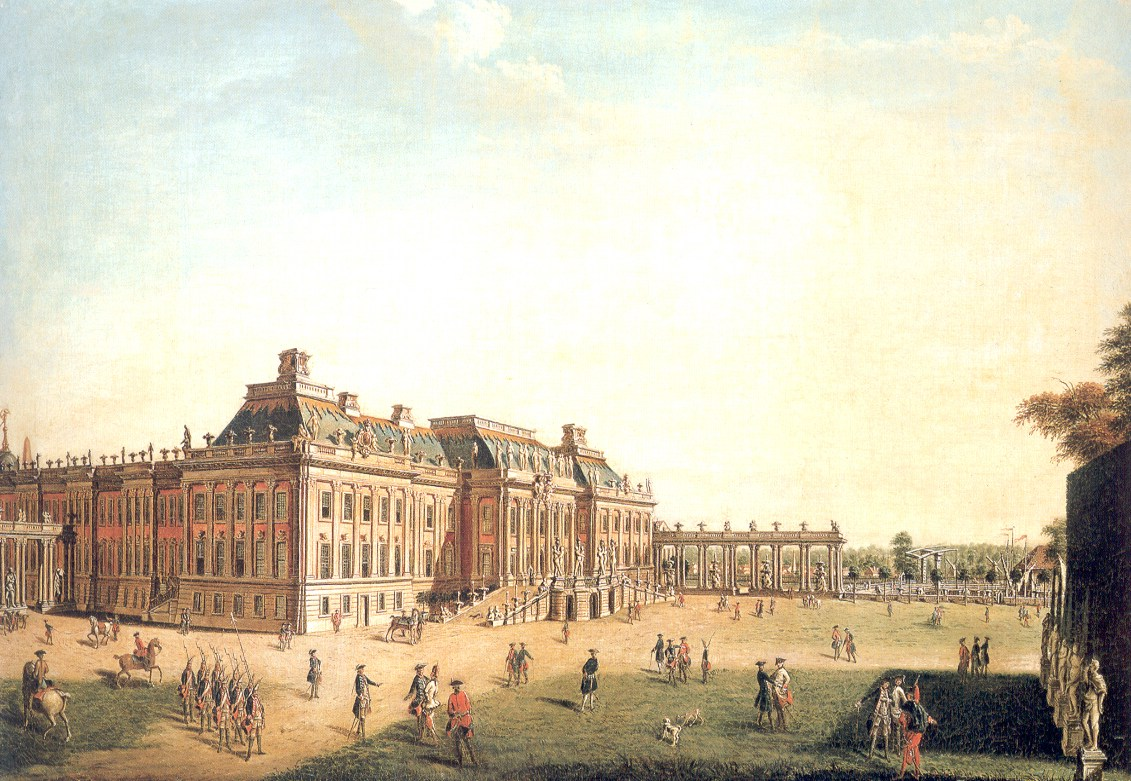
Городской дворец Потсдама в 1773 году. Вторая резиденция бранденбургских маркграфов и прусских королей

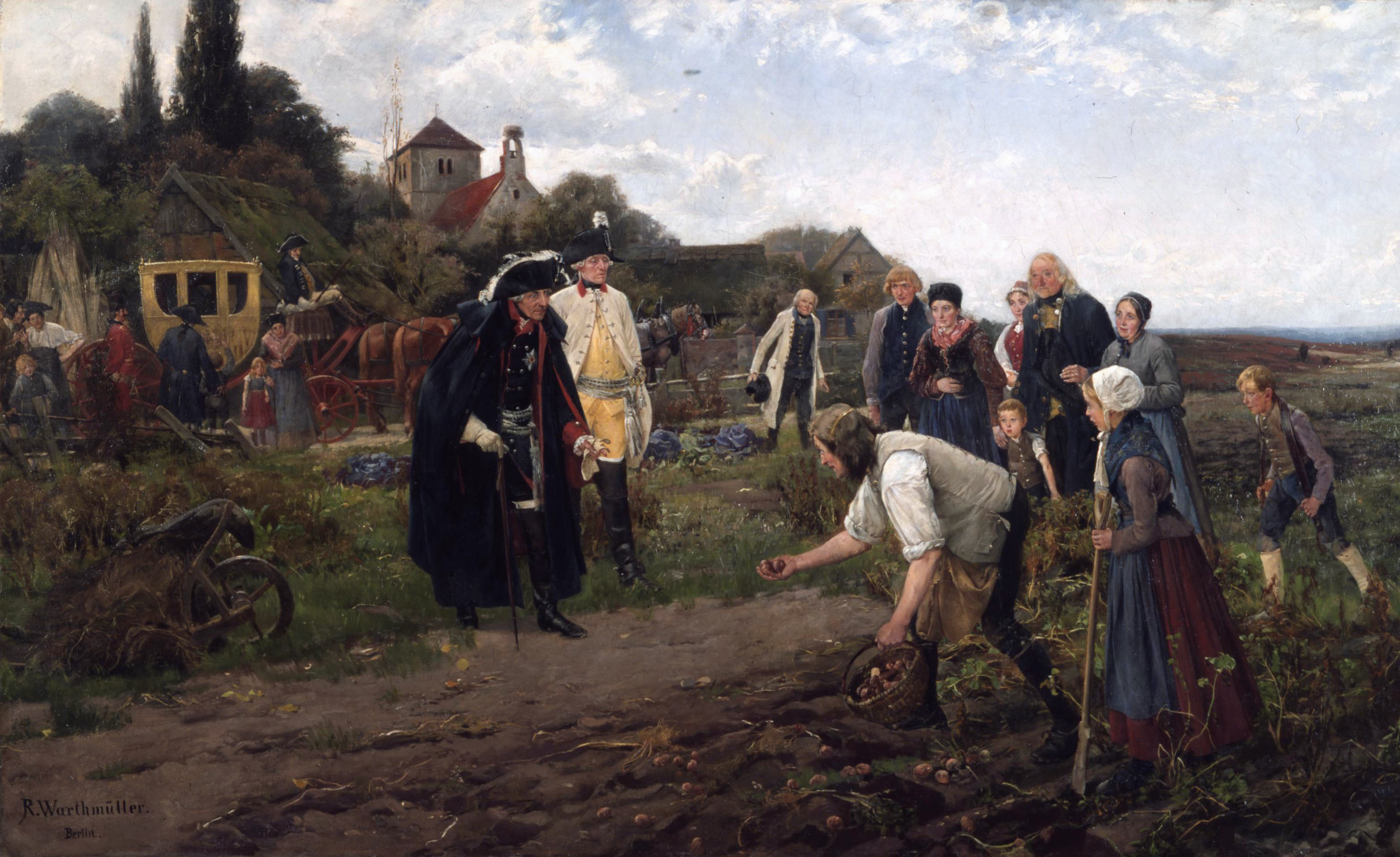
Король Фридрих II во время одной из инспекционных поездок по марке осматривает посадки картофеля

18 января 1701 года в столице герцогства Пруссия Кёнигсберге состоялась коронация курфюрста Фридриха III в короли Пруссии. С этого времени Бранденбургская марка, основная территория Пруссии, потеряла своё лидирующее положение и превратилась в провинцию в составе королевства, а история Бранденбургской марки слилась с историей королевства Пруссия. Тем не менее, прусские короли сохранили за собой титул бранденбургских маркграфов. В годы правления Фридриха I (1688—1713) численность населения марки выросла почти на треть и достигла в 1713 году 730 тысяч человек. Количество городов перешагнуло за 120, а численность населения в таких городах, как Бранденбург-на-Хафеле и Франкфурт-на-Одере достигала 10 тысяч человек.
В ходе Семилетней войны (1756—1763) на территорию Бранденбургской марки вторглись австрийские и русские войска, а Берлин некоторое время был оккупирован. Заняться развитием Бранденбургской марки королю Фридриху II удалось лишь во второй половине своего правления. Притоки Хафеля Рин, Доссе и приток Варты Нетце были оборудованы водоотводными каналами, Эльбу и Одер соединили между собой каналы Плауэр-канал и Финовканал. Болотистые районы Брух и Лух были осушены и переданы переселенцам из Богемии и ветеранам войн. В 1770—1786 годах в курмарке и Ноймарке было заложено 412 деревень, где новую родину для себя обрели 124 720 колонистов. В одном только Одербрухе появилось 50 сёл.
Здесь в мирное время я завоевал новую провинцию, не потеряв ни одного человека.
Фридрих Великий
Король способствовал внедрению современных методов ведения сельского хозяйства (например, разведению картофеля) и распространению мануфактур. В Потсдаме по приказу Фридриха II был возведён дворец Сан-Суси. В административной системе Бранденбургской марки появились две военно-вотчинные палаты, располагавшиеся в Берлине и Кюстрине. Эти органы управления в подчинении Генеральной директории взяли на себя все вопросы внутреннего управления.
В 1806 году после поражения Пруссии в битве при Йене и Ауэрштедте Бранденбургская марка подверглась французской оккупации. Экономика страны находилась в глубочайшем кризисе, прусское государство погрязло в долгах. Расквартированные войска и контрибуции тяжким бременем легли на плечи бранденбуржцев. Необходимые в этих обстоятельствах реформы в Пруссии оказали продолжительное воздействие в основном на Бранденбургскую марку.
Титул курфюрста был отменён в 1806 году с роспуском Священной Римской империи, когда император Франц II сложил свои полномочия. Однако при этом понятие «курмарка» сохранилось, но уже не обладая юридическим статусом, оно стало обозначать исконные территории Пруссии.

### Провинция Бранденбург (1815—1945)

#### В королевстве Пруссия (1815—1918)
После изгнания французов согласно решениям Венского конгресса и принятым в соответствии с ними законодательным актам 30 апреля 1815 года королевство Пруссия было разделено на десять провинций. С этого момента Бранденбургская марка как административная единица де-юре прекратила существование, а вместо неё появилась провинция Бранденбург.
Границы между новосозданными провинциями были проведены без учёта исторических обстоятельств. Королевство Саксония в отместку за свои продолжительные союзнические отношения с Наполеоном лишилось почти половины своей территории в пользу Пруссии. Большая часть саксонских территорий отошла к основной территории Пруссии — Бранденбургу. В провинцию Бранденбург вошли районы Бельциг, Ютербог, Даме, владение Барут и вся Нижняя Лужица, бывшие земли Асканиев, утраченные почти 500 лет назад. Однако Альтмарк к западу от Эльбы, принадлежавший Бранденбургу ещё в Средние века, отошёл новой прусской провинции Саксония.

Провинция Бранденбург в составе Германской империи (1871—1918)

Провинция Бранденбург была разделена на административные округа Потсдам (Пригниц, Уккермарк, Миттельмарк и новые саксонские территории) и Франкфурт-на-Одере (Нижняя Лужица и территории к востоку от Одера). Столицей провинции вначале был назван Берлин, однако после выхода Берлина из состава провинции столицей Бранденбурга стал Потсдам. Во главе провинции стоял обер-президент. По своей территории, составлявшей почти 40 000 км², Бранденбург занимал в Пруссии второе место. Эта административная единица просуществовала 130 лет вплоть до ликвидации прусского государства после Второй мировой войны.
Начавшаяся в XIX веке эпоха индустриализации и быстрый рост населения означали для провинции Бранденбург перенос политического и экономического веса с сельской местности на Берлин, ставший крупным городом мирового значения. В 1816 году население провинции Бранденбург насчитывало 1 085 899 человек, этот показатель к концу 1900 года утроился и составил 3 108 554 человек.

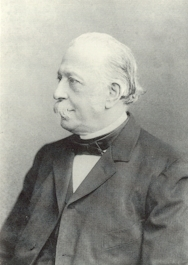
Теодор Фонтане (1820—1898)
В своих «Странствиях по марке Бранденбург» он описал историю и культуру Бранденбурга XIX века

Раскрепощение крестьянства, начавшееся в ходе реформ Штейна — Гарденберга, продвигалось очень медленно. За свою свободу крестьянин должен был уступить помещику треть обрабатываемой им земли и выплатить ему значительные отступные. В нескольких районах Бранденбурга так и не появилось жизнеспособного мелкого крестьянства. В течение всего XIX века в сельской местности Бранденбурга сохранялось господство первого сословия — помещиков из дворян и рыцарства. Вследствие царившей в провинции политической и экономической стагнации революционное движение 1848 года, захлестнувшее Берлин уличными боями и демонстрациями, не было поддержано ни в бранденбургских городах, ни на селе. Среди помещичьего дворянства Бранденбурга помимо стереотипных высокомерных, эгоистичных юнкеров-эксплуататоров были и сердобольные человеколюбивые патриархальные правители, по-отечески заботившиеся о нуждающихся.
После учреждения империи 18 января 1871 года в Бранденбурге наступил период, прежде всего связанный с выходом Берлина из состава провинции. Берлин, превратившийся в XIX веке в город мирового значения, являл собой яркую противоположность окружавшей его провинции с её неторопливой жизнью. Столичный статус Берлина и высокая численность населения обусловили выделение Берлина в самостоятельный административный округ в 1881 году.
Вступившее в силу в 1875 году Положение о провинциях значительно укрепило самостоятельность прусских провинций. Так, в каждой провинции Положением предусматривался собственный круг выполняемых задач и собственный бюджет (государственные дороги, социальное обеспечение, ландшафтное строительство, развитие науки и искусства, вопросы жилья и расселения). Органами самоуправления на провинциальном уровне стали провинциальные ландтаги и провинциальные комитеты.
Промышленная революция в Германии превратила провинцию в аграрно-промышленный регион. Процесс индустриализации негативно отразился на экономике Бранденбурга, не обладавшей значительными запасами полезных ископаемых или каменного угля. В провинции возникали такие новые отрасли индустрии, как обработка металла, химическая промышленность и электропромышленность, развивавшиеся в непосредственной близости от Берлина в Хеннигсдорфе, Тельтове, Вильдау. Свой вклад в экономический подъём провинции Бранденбург также внесли добыча бурого угля и известняка наряду с дорожным строительством.
Несмотря на активность экономики уже в начале XX века появились первые признаки отставания удалённых регионов провинции. В Первую мировую войну отрасли экономики, не имевшие военного значения, были заморожены (например, производство стекла и кирпича). Как и другие провинции и земли Германской империи, Бранденбург нёс все тяготы войны, что приводило к акциям протеста и забастовкам среди населения.

#### В Свободном государстве Пруссия (1919—1933)
Согласно заключённому в 1919 году Версальскому договору Германская империя понесла территориальные потери, и Бранденбург получил 35-километровую границу с новым польским государством.
С появлением в октябре 1920 года нового городского образования Большой Берлин провинция Бранденбург лишилась 800 км² своей площади и почти двух миллионов жителей. Промышленное кольцо вокруг Берлина отошло к столице, что негативно повлияло на экономику Бранденбурга. Численность населения Бранденбурга сократилась до 2,4 млн человек. В феврале 1919 года в провинции Бранденбург состоялись первые демократические выборы в муниципальные представительные органы и городские собрания депутатов.
Зародившаяся демократия не повлияла на существовавшую систему властных отношений в Бранденбурге. После мирового экономического кризиса возросла поддержка НСДАП со стороны населения Бранденбурга.

#### В Третьем рейхе (1933—1945)
После прихода к власти национал-социалистов в Бранденбурге произошли серьёзные изменения. День Потсдама 21 марта 1933 года стал важной вехой в укреплении власти НСДАП, демонстративно заявлявшей о своей приверженности старым прусско-германским традициям. 25 марта 1933 года обер-президентом Бранденбурга стал бывший председатель фракции НСДАП в ландтаге Пруссии, гауляйтер гау Курмарк Вильгельм Кубе.
15 декабря 1933 года в Германии были распущены провинциальные ландтаги. Их функции возлагались на обер-президента, занимавшего одновременно должность гауляйтера. После скандальной отставки В. Кубе в августе 1936 года до конца войны пост гауляйтера и обер-президента Бранденбургской марки занимал Эмиль Штюрц. После роспуска и унификации всех подчинённых территориальных образований провинции Бранденбург остался лишь инстанцией государственного управления без собственных функций.
Близость провинции Бранденбург к Берлину обусловила более тесную чем в других регионах интеграцию Бранденбурга с национал-социалистическим режимом. В Бранденбурге возводились оборонные предприятия, военные сооружения, строились новые тюрьмы, концентрационные лагеря (в 1936 году недалеко от Ораниенбурга появился концентрационный лагерь Заксенхаузен, в 1938 году в Фюрстенберге-на-Хафеле женский концентрационный лагерь Равенсбрюк). Против политической оппозиции и представителей других рас применялись эффективные методы подавления и уничтожения.
В 1945 году территория Бранденбурга, со времён Наполеона не знавшего войн, превратилась в театр военных действий. На бранденбургские города Потсдам, Франкфурт-на-Одере, Пренцлау, Губен обрушились многочисленные бомбовые удары, между Эльбой и Одером во время развернувшихся боевых действий (Зееловские высоты, Хальбский котёл, битва за Берлин) было уничтожено больше бранденбургских городов и деревень, чем в страшные годы Тридцатилетней войны. Согласно последним исследованиям потери среди мирного населения Бранденбурга превысили полмиллиона человек, то есть шестую часть населения Бранденбурга на 1939 год.

### В советской зоне оккупации Германии и земля Бранденбург (1945—1952)

Герб земли Бранденбург в 1945—1952 годах

Национал-социализм обернулся катастрофой для разрушенной войной провинции. Политические и административные функции взяли на себя оккупационные власти СССР.
Судьба Европы и в том числе Бранденбурга решалась державами-победительницами на Потсдамской конференции, состоявшейся во дворце Цецилиенхоф 17 июля—2 августа 1945 года. В ходе длительных переговоров «Большой четвёрки» (Трумэн, Черчилль, Эттли и Сталин) было принято решение о том, что граница между германской и польской территорией будет проходит по линии Одер — Нейсе. Соответственно, принадлежавшая Бранденбургу территория к востоку от Одера перешла к Польше. В Восточном Бранденбурге началось принудительное выселение проживавшего там немецкого населения, численность которого по некоторым оценкам составляла более 600 тысяч человек. Территории к западу от линии Одер — Нейсе до образования ГДР в 1949 году входили в советскую зону оккупации Германии.
Западная часть Бранденбурга с 4 июня 1945 года образовала новую провинцию Бранденбургская марка. После ликвидации Пруссии законом Контрольного совета № 46 от 25 февраля 1947 года провинция получила официальное название «земля Бранденбургская марка» со столицей в Потсдаме. Основанная в 1949 году Германская Демократическая Республика сохранила административную структуру из пяти земель до 1952 года.

### Округа (1952—1990)

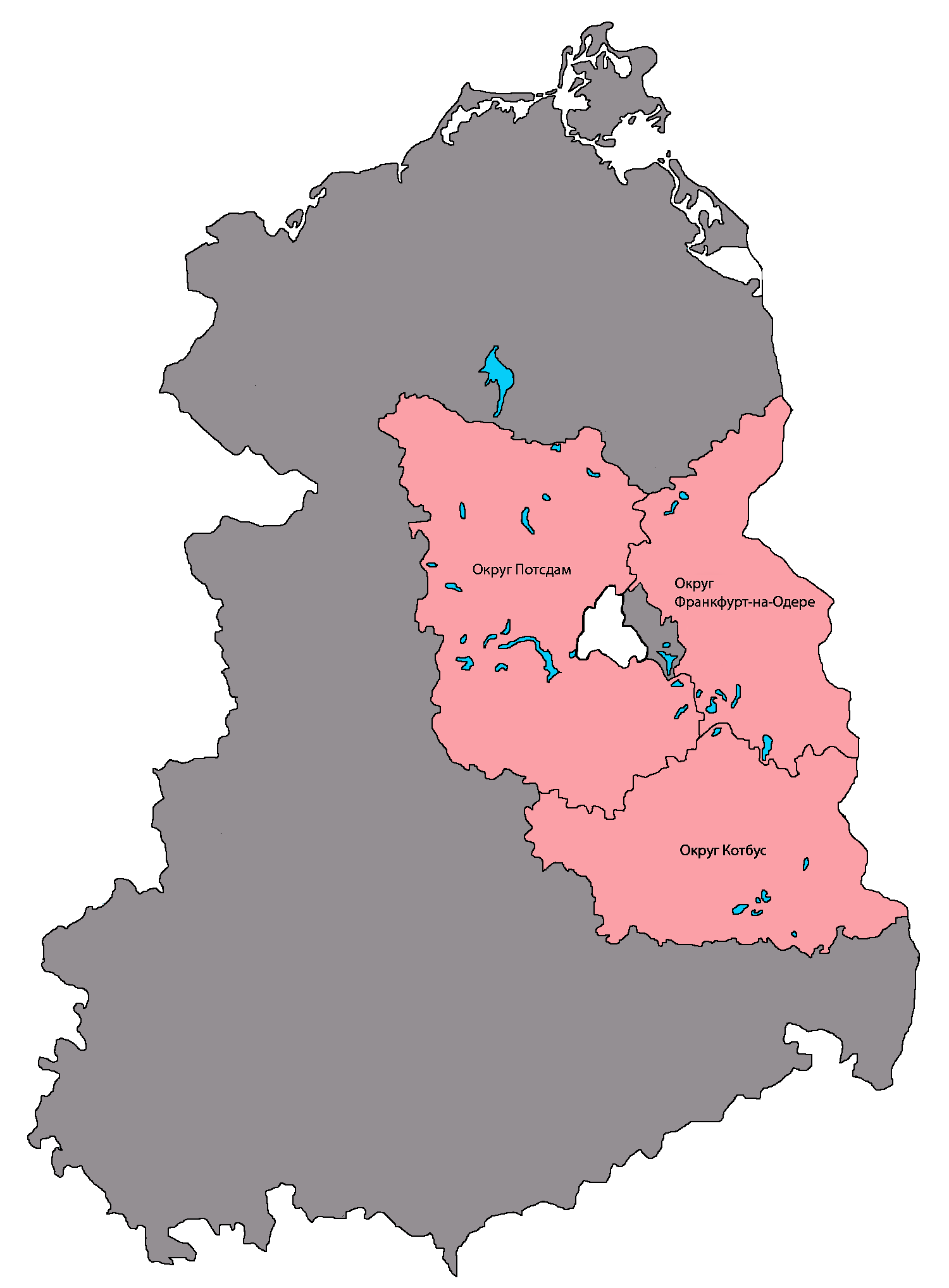
Расположение трёх округов на карте ГДР

Спустя пять лет в июле 1952 года в ГДР была проведена новая административная реформа. Земля Бранденбург была ликвидирована, а её территория была поделена между округами Котбус, Франкфурт, Потсдам и частью Нойбранденбург и Шверин. Эти округа просуществовали вплоть до образования новых федеральных земель после воссоединения Германии в 1990 году. В административную структуру трёх округов входило 38 районов, 6 городов районного значения и 8 тысяч коммун.
Бранденбург, составивший ядро территории ГДР, как и прежде вместе со всей страной переживал любые изменения, происходившие в государстве, как положительные, так и отрицательные. В 1945 году в ГДР и соответственно в Бранденбурге была проведена земельная реформа, коренным образом изменившая отношения собственности на селе. Все сельскохозяйственные предприятия с площадями, превышающими 100 гектаров, были безвозмездно национализированы. В Бранденбурге они занимали около 30 % обрабатываемых площадей. Вслед за этим в 1949—1954 годах была проведена коллективизация, полностью завершившаяся в 1960 году (с образованием сельскохозяйственных производственных кооперативов).
В мае 1953 года на государственных предприятиях были повышены нормы труда, что вызвало недовольство и возмущение по всей стране. Забастовку и протестные демонстрации строителей в Восточном Берлине 16 июня 1953 года на следующий день подхватили бранденбургские города. В Бранденбурге-на-Хафеле в демонстрациях приняли участие 13 тысяч рабочих двенадцати предприятий, в Тельтове — 9 тысяч рабочих трёх крупных предприятий, а в Потсдаме — не менее 5 тысяч рабочих государственных заводов. Демонстрации и забастовки прокатились также по Котбусу, Франкфурту-на-Одере, центру оптической промышленности Ратенову, Людвигсфельде и Премницу. Возведённая 13 августа 1961 года Берлинская стена оборвала все связи Бранденбурга с западной частью Берлина.

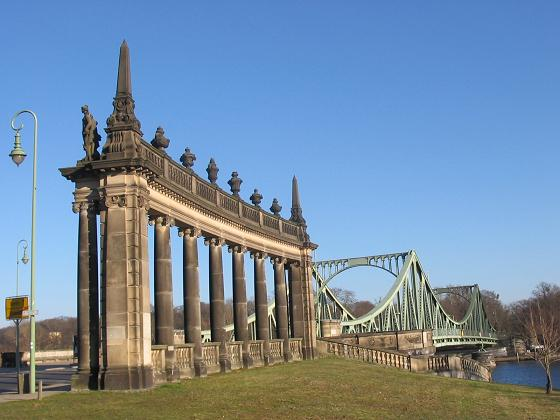
Глиникский мост — символ разделённой и воссоединённой Германии в Бранденбурге

За 40 лет истории ГДР в традиционно аграрных районах старой марки произошли коренные изменения. В Нижней Лужице сформировался промышленный район. На юге и востоке от Котбуса, производившего в ГДР 2/3 объёмов топлива, увеличилась разработка бурого угля и появились электростанции на буром угле. В Людвигсфельде было налажено производство легковых автомобилей, в Тельтове развивалась электропромышленность. В Шведте работали предприятия нефтяной и бумажной промышленности, Бранденбург-на-Хафеле и Айзенхюттенштадт стали центрами сталелитейного производства, в Вильдау появилось тяжёлое машиностроение, в Ратенове — оптическая промышленность. В Витштоке-на-Доссе и Премнице работали предприятия текстильной промышленности. Успехи экономики Бранденбурга широко освещались в прессе ГДР, но при этом умалчивалось о серьёзном ущербе, который эти предприятия наносили окружающей среде.

### Земля Бранденбург с 1990 года

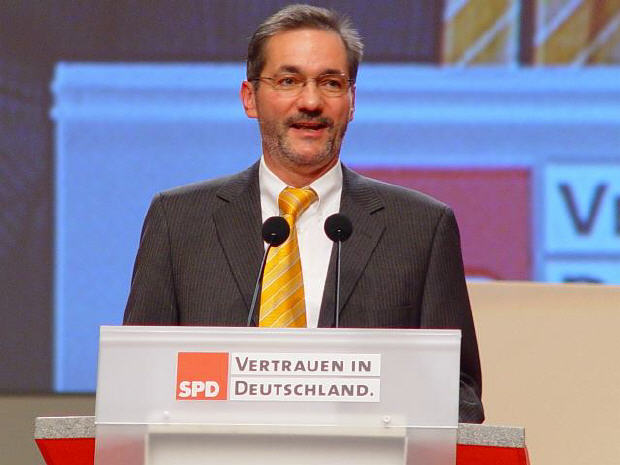
Маттиас Платцек, премьер-министр земли Бранденбург в 2002—2013 годах

В ходе объединения Германии на территории ГДР были сформированы земли, и Бранденбург был воссоздан. Столицей новой федеральной земли стал Потсдам. Бранденбург — самая крупная из новых федеральных земель Германии, его территория составляет 29 059 км² (26,8 % от территории бывшей ГДР).
На первых свободных выборах в ландтаг, состоявшихся 14 октября 1990 года, победила СДПГ, выдвинувшая своим кандидатом на пост премьер-министра Бранденбурга Манфреда Штольпе. В первые переломные годы в объединённой стране Бранденбург получал финансовую помощь от западных земель и в частности особую поддержку оказала земля Северный Рейн — Вестфалия, с которой Бранденбург и по сей день связан тесными дружественными связями.
14 июня 1992 года на референдуме была принята новая конституция земли Бранденбург. Вслед за этим стали создаваться новые структуры управления. В 1996 году состоялся референдум по вопросу слияния федеральных земель Бранденбург и Берлин, принёсший неудачу инициаторам проекта.